# Islas CpG
Islas CpG son regiones de ADN y conforman aproximadamente un 40% de promotores de los genes de mamíferos. Son regiones donde existe una gran concentración de pares de citosina y guanina enlazados por fosfatos. La "p" en CpG representa que están enlazados por un fosfato. En otros casos son de sitios de CpG ubicados en la región codificante de un gen, en la mayoría de los casos, la citosina en las islas CpG están desmetilados si los genes están expresándose. Esta observación conlleva a la especulación de que la metilación de los sitios CpG en los promotores de los genes puede inhibir la expresión de un gen. Cambiando tipos y soluciones 
La definición formal de una isla CpG es una región de tamaño igual o superior a 500 pb y con un porcentaje de GC mayor de 50 y con un promedio de CpG observado/esperado mayor de 0,6.
Gracias a estas regiones podemos identificar dos tipos de genes: genes constitutivos o "housekeeping" (70% de los genes del genoma), cuyo promotor tiene un promedio de CpG en torno al 0,61; y genes que se expresan en tejidos específicos (30% de los genes) que tienen un promedio de CpG en torno al 0,23.